# Corchoropsis
Corchoropsis é um género botânico pertencente à família Malvaceae.

## Espécies
- Corchoropsis crenata
- Corchoropsis intermedia
- Corchoropsis psilocarpa
- Corchoropsis tomentosa

1. ↑  «Corchoropsis — World Flora Online». www.worldfloraonline.org. Consultado em 19 de agosto de 2020